# Alison Stephens
Pour les articles homonymes, voir Stephens.
Alison Stephens (née le 1er mars 1970 à Bickley, dans le Kent – morte le 10 octobre 2010 à Cambridge) est une mandoliniste anglaise.

## Biographie

### Formation et fonctions universitaires
Alison Stephens a commencé la mandoline à sept ans. Elle fait ses études secondaires à la James Allen's Girls' School, puis s'inscrit au Trinity College of Music de Londres, dont elle est la première diplômée avec la mandoline. Elle y fut immédiatement recrutée comme professeur. Elle enseigna également dans des écoles d'été et des master-class.

### Carrière de soliste
Elle donna son premier concert au Barbican Hall, en 1987.

## Discographie
- 1991 : Music for Mandolin, avec Richard Burnett, Poppy Holden, Sue Mossop (label : Amon Ra/Saydisc, ref : CD-SAR53)
- 1999 : Music from the Novels of Louis de Bernières, avec Craig Ogden (label : Chandos, ref : CHAN 9780)
- 2001 : Hummel, avec Urban Agnas et les London Mozart Players, dirigés par Howard Shelley (label : Chandos, ref : CHAN 9925)
- 2003 : Tapestry, avec Lauren Scott (harpe) sous le nom de Duo Mandala (label : Black Box, ref BBM1088)
- 2004 : Con Espressione (label : Con Espressione CD's)
- 2007 : R. Calace: Mandolin Concertos N° 1 and 2 / Rhapsodia Napoletana, avec Steven Devine (piano) (label : Naxos, ref 8.570434)
- 2009 : Souvenirs for mandolin and guitar, avec Craig Ogden (label : Chandos, ref : CHAN 10563)